# 264119 Georgeorton
264119 Georgeorton este o planetă minoră (asteroid) din Asteroid troian al lui Jupiter. A fost descoperită pe 13 octombrie 2009 la  de Andrew Lowe⁠(d) și a fost numită după George Orton⁠(d). 
Obiectul prezintă o orbită caracterizată de o semiaxă mare de 5,2897781302855 UAi, o excentricitate de 0,062537725689861, o înclinație de 26,089136077659 ° în raport cu ecliptica.